# Шадрино (Сокольский район)
Шадрино — деревня в Сокольском районе Вологодской области.
Входит в состав Двиницкого сельского поселения, с точки зрения административно-территориального деления — в Двиницкий сельсовет.
Расстояние по автодороге до районного центра Сокола — 40 км, до центра муниципального образования Чекшина — 2 км. Ближайшие населённые пункты — Козлово, Окуловское, Вязовое, Новый, Горка, Карповское, Чекшино, Мишуткино.
По переписи 2002 года население — 10 человек.